# Seven Springs (Pensilvania)
Seven Springs es un borough ubicado en los condados de Fayette y Somerset en el estado estadounidense de Pensilvania. En el año 2000 tenía una población de 127 habitantes y una densidad poblacional de 43 personas por km².

## Geografía
Seven Springs se encuentra ubicado en las coordenadas 40°1′23″N 79°17′34″O / 40.02306, -79.29278

## Demografía
Según la Oficina del Censo en 2000 los ingresos medios por hogar en la localidad eran de $48,750 y los ingresos medios por familia eran $50,833. Los hombres tenían unos ingresos medios de $65,208 frente a los $24,167 para las mujeres. La renta per cápita para la localidad era de $42,131. Alrededor del 4.6% de la población estaba por debajo del umbral de pobreza.